# Lohausen (Düsseldorf)
Lohausen, Düsseldorf-Lohausen — dzielnica miasta Düsseldorf w Niemczech, w okręgu administracyjnym 5, w kraju związkowym Nadrenia Północna-Westfalia, w rejencji Düsseldorf.  